# Druzjan
Druzjan – imię męskie, urobione od nazwiska rzymskiej rodziny - Drusus; oznacza "należący do Druzusa". W średniowieczu poświadczona jako Drużyjan. Jego żeńskim wariantem jest Druzjanna.
Druzjan imieniny obchodzi 24 grudnia.